# Тернер (Мэн)
Тернер (англ. Turner) — небольшой город (таун) в округе Андроскоггин, штат Мэн, США. Согласно данным переписи населения США 2010 года, население города составляет 5734 человека.

## История
Поселение, из которого впоследствии вырос город, было основано в 1690 году на землях плантации Сильвестр и получило самоуправление 7 июля 1786 года.

## География
Город находится в юго-западной части штата, на берегах реки Незинскот, вблизи места впадения её в реку Андроскоггин, на расстоянии приблизительно 30 километров к западу-юго-западу (WSW) от Огасты, административного центра штата. Абсолютная высота — 90 метров над уровнем моря.

Согласно данным бюро переписи населения США, площадь территории города составляет 162,44 км², из которых, 153,48 км² приходится на сушу и 8,96 км² (то есть 5,5 %) на водную поверхность.

Климат Тернера влажный континентальный (Dfb в классификации климатов Кёппена), с морозной, снежной зимой и теплым летом.

## Демография
По данным переписи населения 2010 года в Тернере проживало 5734 человека (2861 мужчина и 2873 женщины), 1641 семья, насчитывалось 2193 домашних хозяйства и 2481 единица жилого фонда. Средняя плотность населения составляла около 37,4 человека на один квадратный километр.

Расовый состав города по данным переписи распределился следующим образом: 96,77 % — белые, 0,45 % — афроамериканцы, 0,33 % — коренные жители США, 0,3 % — азиаты, 0,09 % — жители Гавайев или Океании, 0,94 % — представители других рас, 1,12 % — две и более расы. Число испаноязычных жителей любых рас составило 2,72 %.

Из 2193 домашних хозяйств в 34,7 % — воспитывали детей в возрасте до 18 лет, 60 % представляли собой совместно проживающие супружеские пары, в 9,5 % семей женщины проживали без мужей, в 5,3 % семей мужчины проживали без жён, 25,2 % не имели семьи. 18,5 % от общего числа семей на момент переписи жили самостоятельно, при этом 6,9 % составили одинокие пожилые люди в возрасте 65 лет и старше. Средний размер домашнего хозяйства составил 2,61 человека, а средний размер семьи — 2,94 человека.

Население города по возрастному диапазону по данным переписи 2010 года распределилось следующим образом: 24,3 % — жители младше 18 лет, 7,1 % — между 18 и 24 годами, 25 % — от 25 до 44 лет, 31,9 % — от 45 до 64 лет и 11,8 % — в возрасте 65 лет и старше. Средний возраст жителей составил 41,1 года.